# 타이 글래저
타이 글래저(Ty Glaser, 1982년 1월 1일 ~ )는 영국의 배우, 영화배우이다.
영국에서 태어났다.

## 방송
- 홀비시티 시즌16
- 홀비시티 시즌15

## 영화
- 하드 보일드 스윗츠 (2012년)
- 블라인드 리벤지 (2010년)
- 싸이코시스 (2009년)
- 이츠 얼라이브 (2008년)
- 피터 셀러스의 삶과 죽음 (2004년)
- 캐주얼티 (1986년)